# Guillermo Celano
Guillermo Celano (* 1977 in Buenos Aires) ist ein argentinischer Jazzmusiker (Gitarre, Komposition).

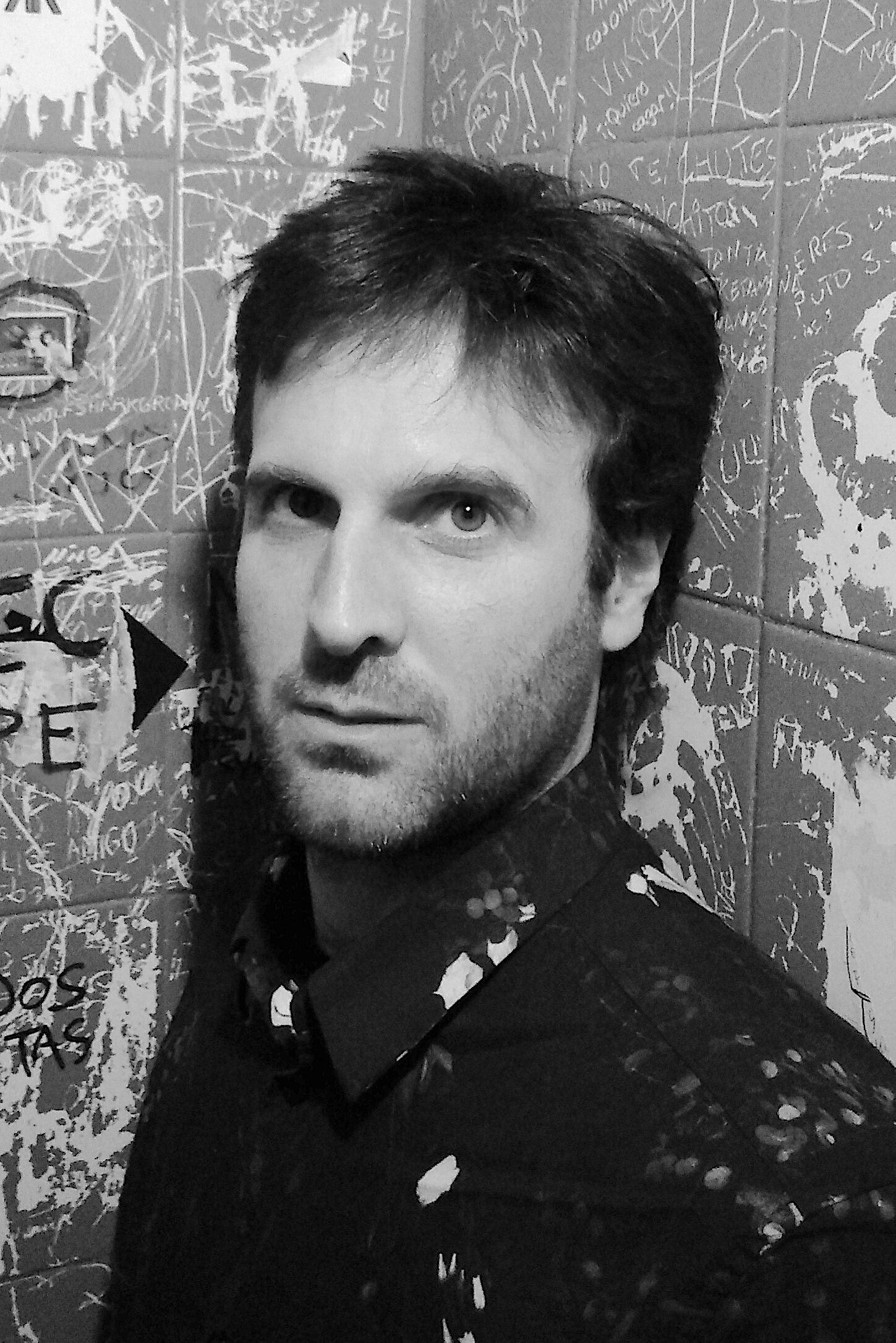
Guillermo Celano (2018)

## Wirken
Celano studierte als Gitarrist an der Escuela de Música Popular de Avellaneda, wo er mit dem Bachelor absolvierte und zog dann nach Amsterdam, wo er seinen Master-Abschluss in Musik am Conservatorium van Amsterdam machte. Er erhielt Unterricht bei Musikern wie Lee Konitz, Ben Street, Ben Monder, Chris Cheek, Mark Turner, Matt Penman, Peter Bernstein, Nestor Crespo, David Horta, Jesse van Ruller, Arnold Dooyeweerd, Maarten van der Grinten oder John Ruocco. Außerdem nahm er privaten Kompositionsunterricht bei Pablo Escande.
Celano hat als Bandleader etwa 15 CDs produziert und als Gitarrist an mehr als 35 Alben mitgewirkt. Mit Marcos Baggiani leitete er mehrere Bands. Mit der Celano/Baggiani Group hat er in unterschiedlichen Konstellationen gearbeitet. Zur Quartettbesetzung gehörten zunächst Michael Moore an Altsaxophon und Klarinette, Sven Schuster am Kontrabass und Baggiani am Schlagzeug. Auf den Alben Nothing Changes (2008) und Alienology (2010) bei Trytone Records wurde die Gruppe um Gorka Benítez verstärkt. 2011 erweiterte sich das Quartett für eine Tournee zum Sextett für die Tournee um den Tenoristen Ellery Eskelin und die Pianistin Sylvie Courvoisier. 2012 wurde das Quartett umformiert mit Joachim Badenhorst am Tenorsaxophon, Klarinette und Bassklarinette und mit Clemens van der Feen am Kontrabass; 2015 wurde diese Besetzung bei Trytone Records dokumentiert. 2017 wurde im Bimhuis ein weiteres Album in größerer Besetzung mitgeschnitten.
Baggiani und Celano arbeiteten auch im Trio mit Badenhorst. Im Quartett Lily’s Déja Vu spielte er mit Baggiani, Ingrid Laubrock am Saxophon und Jasper Stadhouders am E-Bass; 2012 kam die erste CD dieser Gruppe heraus und 2015 folgte ihr zweites Album Live in Paradox. Mit Gorka Benítez und Baggiani bildete er das BBC Trio (¿Donde está nuestro Hogar?, 2019).
Mit Chris Cheek am Saxophon, dem Trompeter Gerard Kleijn und Joost Kesselaar am Schlagzeug entstand das Album Short Stories, das 2017 im Down Beat als Editor’s Pick herausgestellt wurde. Mit dieser Formation Wild Man Conspiracy & Chris Cheek folgte 2018 Live at the Bimhuis. Mit seinem eigenen Quartett entstand 2020 das Album Ficition and Reality. Mit dem Undercurrent Orchestra ist er auf dem Album Everything Seems Different (2021) zu hören.
Celano schrieb zahlreiche Kompositionen für unterschiedliche Besetzungen. 2009 wurde er (neben Theo Loevendie, Arnold Dooyeweerd und Michiel Braam) beauftragt, ein Stück für das Festival zum 40. Jubiläum des Hot House in Leiden zu schreiben. 2013 erhielt er den Kompositionsauftrag des North Sea Jazz Festivals. Er komponierte auch für Streichquartett (De appel die ver van de boom viel). Mit Iman Spaargaren schuf er die Musik zum Theaterstück „My Father Held a Gun“, Gewinner des ersten Preises beim Amsterdam Fringe Festival 2017.